# 틀레폴레모스
틀레폴레모스(그리스어: Τληπόλεμος)는 그리스 신화에서 헤라클레스의 아들이었으며 트로이아 전쟁에 참가한 그리스 장군들중 하나였다. 
틀레폴레모스는 헤라클레스가 셀레에이스 강변의 에퓌레에서 데리고온 아스튀오케이아가 헤라클레스에게 낳아준 아들중 하나였다. 그는 아버지의 외삼촌인 뤼킴니오스를 사고로 죽였는데 그 때문에 다른 헤라클레스의 자식들과 손자들에게 쫓겨서 자신을 따르는 백성들을 이끌고 바다로 달아났다. 그는 로도스섬에 정착해서 살게 되었는데 백성들은 부족별로 갈라져 로도스섬의 카메리오스, 일뤼수스, 린도스의 세 도시를 이루고 살았다. 
로도스에서 틀레폴레모스는 섬의 원주민인 폴뤽소와 결혼하였는데 나중에 필록테테스가 스파르타의 헬레네가 구혼자를 찾는다는 소식을 전해주자 폴뤽소에게는 거짓말을 하고 헬레네에게 구혼하기 위해 로도스를 떠났다. 
트로이아 전쟁이 발발하자 그는 로도스의 병력과 9척의 배를 이끌고 트로이 원정에 참가하였다. 그리스 함대가 뮈시아에 상륙하고 그곳을 트로이아로 오인하고 공격하는 일이 벌어졌다. 이때 틀레폴레모스는 뮈시아의 왕 텔레포스도 헤라클레스의 아들이었기 때문에 그리스 군과 뮈시아의 관계를 중재하기도 했다.  
틀레몰레모스는 전장에서 사르페돈을 만났을 때 그를 겁쟁이라고 부르면서 제우스의 아들이 될 자격이 없다고 조롱했다. 사르페돈의 은 이에 격분하여 두사람은 서로에게 창을 던졌는데 사르페돈의 창은 틀레폴레모스의 목에 꽂혔고 사르페돈은 허벅지에 부상을 입었다. 
틀레폴레모스가 죽자 로도스는 아내 폴뤽소가 통치했다.